# Cavalos de Cronos
Cavalos de Cronos é um livro de contos de José Francisco Botelho, lançado em 2018 pela editora Zouk (Porto Alegre). Foi o grande vencedor do Prêmio Açorianos de Literatura de 2019, ganhando os troféus nas categorias Conto e Livro do Ano. Também ganhou o prêmio Minuano na categoria Conto em 2019.
Os contos pertencem principalmente ao gênero fantástico e se passam em diversos tempos e lugares. O livro é dividido em duas partes: uma trata da região da Campanha Gaúcha, com suas paisagens, seus tipos e sua vida, enquanto a segunda parte remete à história antiga, com personagens enigmáticos e situações insólitas, com enredos que vão da China da Idade do Bronze às Guerras Púnicas e às lutas entre cristãos e otomanos. Há dois contos escritos em versos (decassílabos e redondilhas maiores).

## Recepção
Segundo Dilan Camargo, “suas narrativas nos revelam um mundo fantástico autenticamente criado pela sua originária e riquíssima fabulação”. Ainda segundo Camargo, Botelho se perfilha à linhagem de autores como Simões Lopes Neto, Sergio Faraco, Cyro Martins, Roberto Bittencourt Martins e Luiz Sérgio Metz. Segundo Jerônimo Teixeira, em Cavalos de Cronos o “leitor se vê sequestrado, da primeira à última página, pela atmosfera envolvente mas algo penumbrosa de velhas bibliotecas, pelo fragor de batalhas em que a cavalaria ainda era uma arma essencial, pelo mistério místico de anacoretas medievais que se isolam em tugúrios. (...) Com frases torneadas e andamento vibrante, a prosa de Botelho tem o dom de imergir o leitor no universo de sua imaginação — a vivacidade ornamental de sua descrição dos vários povos e raças que se misturavam no acampamento de Aníbal, o general cartaginês, é um exemplo eloquente desse dom”.